# Hans Eskilsson
Hans Vimmo Eskilsson (ur. 23 stycznia 1966 w Östersund) – szwedzki piłkarz występujący na pozycji pomocnika.

## Kariera klubowa
Eskilsson jako junior grał w zespołach Ope IF oraz IFK Östersund. Następnie występował w pierwszej drużynie Östersund, a w 1985 roku został graczem pierwszoligowego IFK Norrköping. W 1987 roku wywalczył z nim wicemistrzostwo Szwecji, a w 1988 roku przeszedł do także pierwszoligowego Hammarby IF. W tym samym roku przeniósł się do portugalskiego Sportingu, gdzie występował w sezonie 1988/1989.
Następnie, również przez jeden sezon, grał w SC Braga, a w 1991 roku wrócił do Szwecji, gdzie został graczem klubu AIK Fotboll. Jego barw bronił w sezonie 1991, a potem występował w portugalskim GD Estoril Praia. W 1992 roku odszedł do Hammarby IF, grającego już w drugiej lidze. W 1993 roku awansował z nim do pierwszej ligi. W 1995 roku odszedł z klubu. W kolejnych latach był zawodnikiem zespołów Vasalunds IF, Hearts, Hammarby oraz Östersunds FK. W 2003 roku zakończył karierę.

## Kariera reprezentacyjna
W reprezentacji Szwecji Eskilsson zadebiutował 12 stycznia 1988 w wygranym 4:1 towarzyskim meczu z NRD. 2 kwietnia 1988 w wygranym 2:0 towarzyskim pojedynku ze Związkiem Radzieckim strzelił swojego pierwszego gola w kadrze. W tym samym roku został powołany do kadry na Letnie Igrzyska Olimpijskie, zakończone przez Szwecję na ćwierćfinale.
W latach 1988–1990 w drużynie narodowej rozegrał 8 spotkań i zdobył 2 bramki.